# Youssef Achour
Youssef Achour est un homme politique français, sénateur de la Cinquième République française, né le 7 septembre 1914 à Tizi Ouzou et mort le 15 décembre 1992 à Louveciennes.

## Biographie
Youssef Achour est licencié en droit puis s'engage dans l'armée française entre 1939 et 1940.
Après des fonctions de sous-préfet, Youssef Achour est élu sénateur d'Alger le 31 mai 1959. Poste qu'il occupe jusqu'au 4 juillet 1962, date de l'indépendance de l'Algérie.
Il meurt en France le 15 décembre 1992 à Louveciennes.

## Distinctions
- Officier de l'ordre du Mérite agricole